# Derealizzazione
La derealizzazione, che può accompagnarsi o meno alla depersonalizzazione, è un sintomo dissociativo che consiste nella sensazione di percepire in maniera distorta il mondo esterno al soggetto e, a volte, di percepire gli individui conosciuti come estranei. Può essere provocata da panico, forte stress o da alcune sostanze psicoattive.
Chi soffre di questo disturbo non riesce a descrivere compiutamente il sentimento di derealizzazione, spesso utilizza il "come se" per descrivere cosa gli sta accadendo. Il mondo appare al soggetto come privo di coloritura affettiva: anche gli ambienti familiari sono avvertiti come estranei, e spesso il soggetto riferisce disturbi visivi di appannamento e offuscamento della vista. Può avere il senso di stare sognando o di percepire la vita come se stesse guardando un film (derealizzazione visiva).
I sintomi del disturbo di derealizzazione possono insorgere gradualmente o all'improvviso. Gli episodi possono durare solamente qualche ora oppure giorni, settimane, mesi o anni e possono prevedere depersonalizzazione, derealizzazione o entrambe.
Le sensazioni di derealizzazione possono essere considerate patologiche quando:
- insorgono spontaneamente (non sono provocate da farmaci o altri disturbi mentali), sono persistenti o ricorrenti.[1]
- i sintomi sono di grande sofferenza per il soggetto e gli creano difficoltà nelle funzionalità nell’ambiente domestico e/o sul lavoro.[1]

Il fenomeno risulta più chiaro se si valuta che la percezione cognitiva del mondo è accompagnata, nella normalità dei casi, da una interocezione emotiva. Bauer nel 1984, e successivamente Sierra e Berrios, hanno ipotizzato che la derealizzazione sia, come la correlata depersonalizzazione, un fenomeno determinato da uno scollegamento temporo-limbico.

## Manifestazione
Secondo la teoria ericksoniana, la derealizzazione è un processo dissociativo che presenta analogie con la trance ipnotica.
Secondo questo modello, la crisi di panico in effetti ricalca proprio da vicino tutte le caratteristiche della trance ipnotica, solo che anziché essere positiva e salutare come sono le trance auto-indotte naturali o supervisionate dall'ipnoterapeuta, in questa pseudo-trance patologica i meccanismi di derealizzazione/depersonalizzazione e acriticità - per fare qualche esempio - si manifestano dando luogo a quel circolo vizioso che conosce bene chi soffre di questa sensazione e che per chi soffre di disturbo di panico, poi sfocia con la crisi di panico.